# Wagnis und Liebe
Wagnis und Liebe ist ein Musical des Komponisten Ludger Edelkötter sowie des Texters Wilhelm Willms.
In ihrem 1985 geschaffenen Werk stellen sie die Lebensgeschichte von Pater Josef Kentenich, dem Gründer der Schönstatt-Bewegung, dar. In mehreren Akten werden die Gründung der Schönstatt-Bewegung, Kentenichs Verfolgung durch die Machthaber während des Dritten Reichs, seine Auseinandersetzung mit der katholischen Kirche sowie seine Rehabilitation nach dem Zweiten Vatikanischen Konzil dargestellt.